# Marcin Składanowski
Marcin Składanowski (ur. 1979) – polski duchowny katolicki, profesor nauk teologicznych, specjalista w zakresie ekumenizmu i teologii dogmatycznej, nauczyciel akademicki Katolickiego Uniwersytetu Lubelskiego Jana Pawła II.

## Życiorys
W 2003 r. uzyskał tytuł zawodowy magistra teologii. W 2010 r. na podstawie rozprawy pt. Tożsamość wyznaniowa w chrześcijańskiej myśli teologicznej. Studium ekumeniczne otrzymał na Wydziale Teologii KUL stopień naukowy doktora nauk teologicznych w zakresie nauk teologicznych, specjalność: ekumenizm. W 2014 r. na tym samym Wydziale nadano mu stopień doktora habilitowanego nauk teologicznych, specjalność: teologia ekumeniczna. Zajmował stanowisko adiunkta w Instytucie Ekumenicznym KUL. W 2021 r. uzyska tytuł profesora nauk teologicznych. Przez kilka lat był także wykładowcą Wyższego Seminarium Duchownego w Drohiczynie. W 2021 r. uzyskał doktorat nauk społecznych w dyscyplinie nauki o bezpieczeństwie. Pełnił funkcję dyrektora Instytutu Nauk Teologicznych KUL, a obecnie prodziekana Wydziału Teologii KUL oraz Kierownika Działu ds. Strategii i Rozwoju Uniwersytetu.

## Wybrane publikacje
- Ciało, dusza, duch: myśl Josepha Ratzingera na tle współczesnej antropologii, Warszawa: Wydawnictwo Sióstr Loretanek, 2013.
- Ekumenizm w posoborowym półwieczu: sukcesy i trudności katolickiego zaangażowania na rzecz jedności, Lublin: Wydawnictwo KUL, 2013.
- Tożsamość wyznaniowa. Studium ekumeniczne, Lublin: Wydawnictwo KUL, 2013[5].
- O ekumenizmie w Roku Wiary. Księga pamiątkowa z okazji jubileuszu 30-lecia Instytutu Ekumenicznego (współred.), Lublin: Wydawnictwo KUL, 2013.
- Niewiele mniejszy od aniołów. Wspólne chrześcijańskie świadectwo o człowieku, Lublin: Wydawnictwo KUL, 2014.
- Pragnę żyć! Interdyscyplinarna dyskusja o bezpieczeństwie i godności życia ludzkiego, Lublin: Wydawnictwo KUL, 2014.
- Etyka ekumeniczna w warunkach globalizacji. Główne rysy refleksji etycznej i działalności społecznej Światowej Rady Kościołów, Lublin: KUL, 2016.
- Humanizm Krzyża. Staurologia w perspektywie ludzkiego losu, Lublin: KUL, 2017.
- Cywilizacja rosyjska według Aleksandra Dugina. Studia historiozoficzno-antropologiczne, Lublin: Towarzystwo Naukowe KUL, 2019.